# フロイド郡 (テキサス州)
フロイド郡（フロイドぐん、英: Floyd County）は、アメリカ合衆国テキサス州の北部に位置する郡である。2010年国勢調査での人口は6,446人であり、2000年の7,771人から17.1%減少した。郡庁所在地はフロイダダ市（人口3,038人）であり、同郡で人口最大の都市でもある。郡名はアラモ砦を守って、その32回目の誕生日である1836年3月6日に戦死したドルフィン・ウォード・フロイドにちなんで名付けられた。
現在は隣接するモトリー郡にあるマタドール牧場が郡内に入っていたことがあった。

## 地理
アメリカ合衆国国勢調査局に拠れば、郡域全面積は993平方マイル (2,571.9 km2)であり、このうち陸地992平方マイル (2,569.3 km2)、水域は1平方マイル (2.6 km2)で水域率は0.03%である。

### 主要高規格道路
- アメリカ国道62号線
- アメリカ国道70号線
- テキサス州道207号線

### 隣接する郡
- ブリスコ郡 - 北
- モトリー郡 - 東
- クロスビー郡 - 南
- ヘイル郡 - 西
- スウィッシャー郡 - 北西

## 人口動態
以下は2000年の国勢調査による人口統計データである。
| 基礎データ - 人口: 7,771人 - 世帯数: 2,730 世帯 - 家族数: 2,110 家族 - 人口密度: 3人/km2（8人/mi2） - 住居数: 3,221軒 - 住居密度: 1軒/km2（3軒/mi2） 人種別人口構成 - 白人: 74.16% - アフリカン・アメリカン: 3.38% - ネイティブ・アメリカン: 0.76% - アジア人: 0.17% - 太平洋諸島系: 0.05% - その他の人種: 19.66% - 混血: 1.81% - ヒスパニック・ラテン系: 45.93% 年齢別人口構成 - 18歳未満: 31.4% - 18-24歳: 7.4% - 25-44歳: 24.4% - 45-64歳: 20.7% - 65歳以上: 16.2% - 年齢の中央値: 35歳 - 性比（女性100人あたり男性の人口） - 総人口: 93.8 - 18歳以上: 89.9 | 世帯と家族（対世帯数） - 18歳未満の子供がいる: 39.4% - 結婚・同居している夫婦: 63.9% - 未婚・離婚・死別女性が世帯主: 9.7% - 非家族世帯: 22.7% - 単身世帯: 21.3% - 65歳以上の老人1人暮らし: 12.3% - 平均構成人数 - 世帯: 2.79人 - 家族: 3.26人 収入と家計 - 収入の中央値 - 世帯: 26,851米ドル - 家族: 32,123米ドル - 性別 - 男性: 25,487米ドル - 女性: 18,929米ドル - 人口1人あたり収入: 14,206米ドル - 貧困線以下 - 対人口: 21.5% - 対家族数: 19.5% - 18歳未満: 28.6% - 65歳以上: 16.5% |

## 風力エネルギーの開発
フロイド郡はアメリカ合衆国の風の回廊と呼ばれる場所に位置している。この回廊はテキサス州パンハンドル地域からミネソタ州まで伸びており、国内でも最も風のある州が含まれている。フロイド郡が風力の開発に適している理由が幾つかある。風の質が適していること、2つの電力グリッドに接続可能なこと、また送電線の設置が計画されていることなどである。

## 都市と町
- フロイダダ - 郡庁所在地
- ロックニー
- エイケン
- ドハティ
- サウスプレーンズ